# Mauritia (continente)

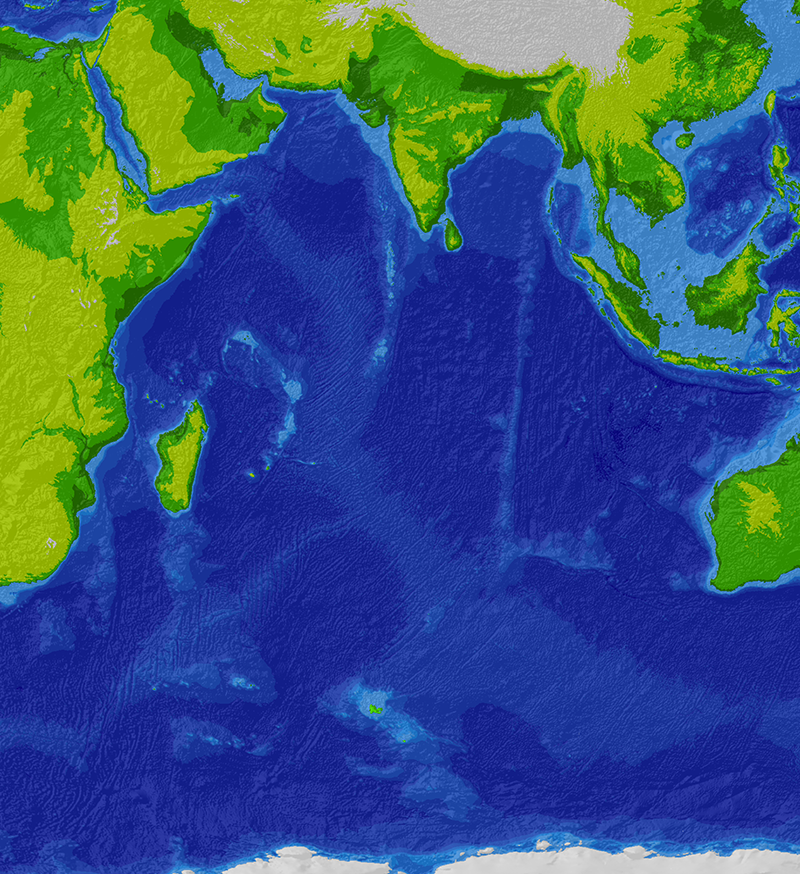
Mauritia, situado en el océano Índico.

Mauritia es un pequeño continente prehistórico que múltiples científicos de distintas universidades del mundo indican (aportando sus estudios) haber descubierto en el océano Índico, situado bajo las islas Mauricio y la isla Reunión.
Un «micro continente» prehistórico, disimulado bajo una espesa capa de lava, que se encuentra a miles de metros de profundidad en el océano Índico. El descubrimiento de este fragmento continental ha sido bautizado como Mauritia. Este pequeño continente se desprendió hace unos 60 millones de años de Madagascar en el momento en que esa gran isla derivaba en dirección a la formación de la actual India. 
Se estima que la formación de los continentes está asociada a menudo a columnas eruptivas, haciendo que durante el proceso (deriva continental) algunos pedazos de esas masas continentales se pierdan.

## Descubrimiento

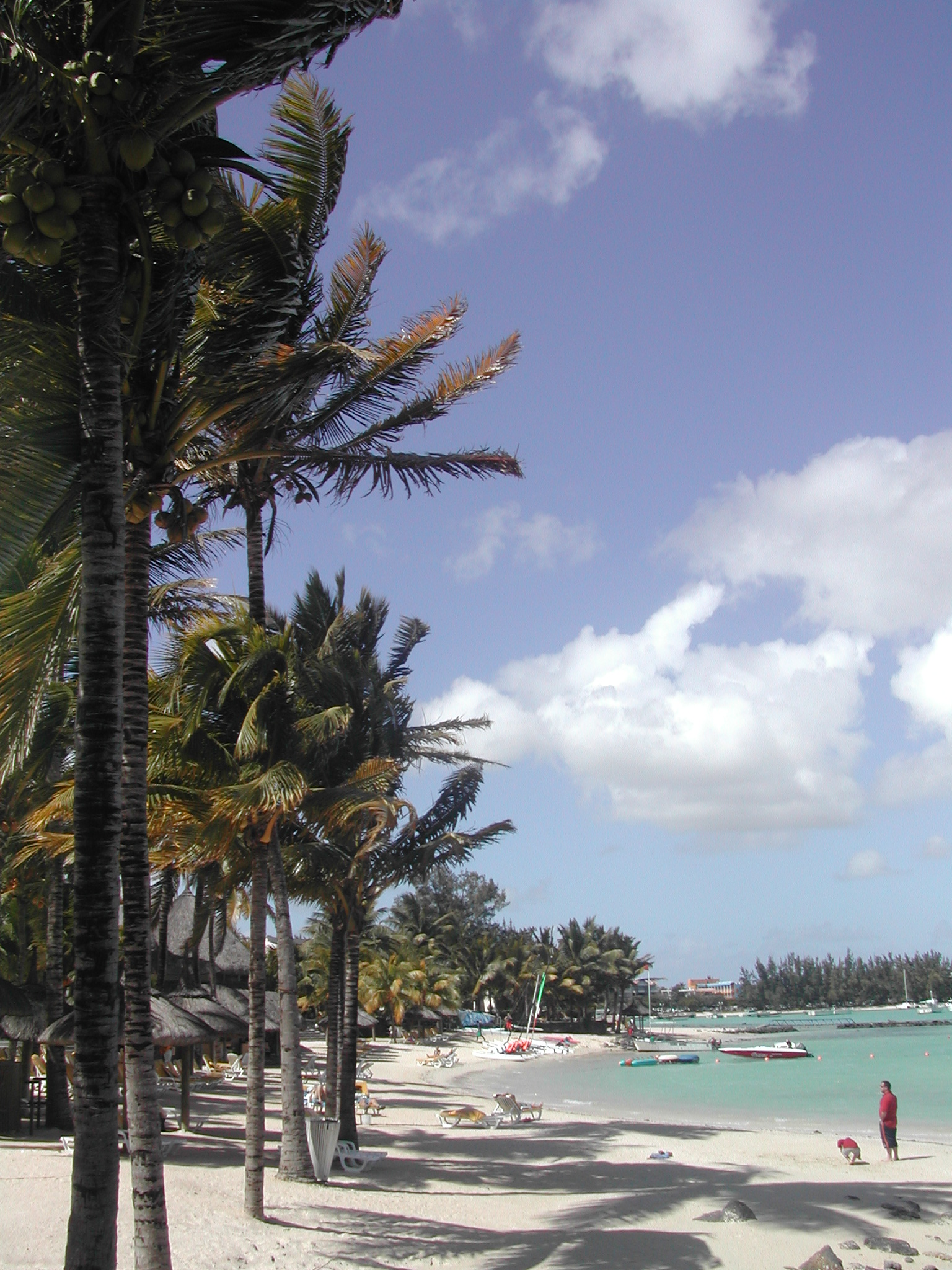
Una playa de Mauricio.

El continente Mauritia, que científicos, principalmente de la Universidad de Oslo que lidera el geólogo Trond H. Torsvik, junto con otros de la Universidad del Witwatersrand y de la Universidad de Liverpool, es el que admiten haber descubierto bajo el océano Índico, siendo un pequeño continente prehistórico.
Estiman que en los últimos 65,5 millones de años se formó en sus mesetas un conjunto de cadenas volcánicas, lo que originó la realización de múltiples estudios. Observando la inversión de la gravedad, se ha descubierto que el suelo del continente es anormalmente espeso.
Los científicos analizaron arena de las playas de las Islas Mauricio, donde encontraron pequeños cristales de silicato de circonio, formado hace más de 3000 millones de años, mucho más antiguo que cualquier otra roca en la isla, llegando al descubrimiento de la existencia, tras múltiples estudios, de una masa de tierra a la que han llamado Mauritia.

## Localización
Según indican en sus estudios, Mauritia ocupó la zona donde ahora se encuentra el archipiélago Mascareñas y la meseta adyacente, al este de Madagascar y sudoeste del océano Índico, y actualmente 12°10′49″N 61°10′1″O / 12.18028, -61.16694 se extiende en un arco hasta el norte de las islas Seychelles, situándose los restos del antiguo continente desgarrado bajo las islas Mauricio y la Isla Reunión (véase imagen en referencias).

## Formación y respaldo

La deriva de los continentes, a partir de Pangea. (En la zona de la derecha se puede ver el desplazamiento de la masa que posteriormente formaría la India).

Proponen que el pequeño continente se fragmentó tras separarse de Madagascar, formando una línea de cordillera en medio del océano Índico. Durante el periodo de hace 83,5 y 61 millones de años, que produjo la apertura de la cuenca ceada en Mascareñas, hizo que se desprendiese de Madagascar. Fue hundido casi al mismo tiempo que la masa de tierra que actualmente conocemos como la India comenzó a moverse hacia el norte de Madagascar. Indican que la reconstrucción del movimiento de la placa y la gravedad hallada en el terreno respaldan su teoría, estimando que las Seychelles son un fragmento superviviente del continente perdido.